# Andymori (アルバム)
『andymori』（アンディモリ）は、andymoriの1枚目のオリジナルアルバム。2009年2月4日発売。

## 概要
- andymoriにとって初めてのフルアルバムである。
- 1曲目の「FOLLOW ME」は、発売前にiTunesの「今週のシングル（2009年1月28日～2009年2月3日）」に選ばれ、無料ダウンロードが行われた[1]。
- 「FOLLOW ME」、「everything is my guitar」、「青い空」、「Life Is Party」、「すごい速さ」にはそれぞれミュージックビデオが作成され、そのうち「FOLLOW ME」のミュージックビデオが『SPACE SHOWER Music Video Awards 09』のBEST NEW ARTIST VIDEOカテゴリーにノミネートされた[2]。
- 「FOLLOW ME」、「everything is my guitar」、「モンゴロイドブルース」、「都会を走る猫」、「ベンガルトラとウィスキー」、「すごい速さ」の6曲は2008年10月8日に発売したLP『都会をすごい速さで走るベンガルトラ』にも収録されていた楽曲である。
- 「すごい速さ」は2023年末にバンドのCDデビュー15周年記念でSNSアカウントが開設されたことをきっかけに2024年にバイラルヒットを記録した[3]。

## 収録曲
作詞・作曲 小山田壮平
1. FOLLOW ME
2. everything is my guitar
3. モンゴロイドブルース
4. 青い空
5. ハッピーエンド
6. 都会を走る猫
7. 僕が白人だったら
8. ベンガルトラとウィスキー
9. 誰にも見つけられない星になれたら
10. サンセットクルージング
11. Life Is Party
12. すごい速さ